# Pedagogia juridică

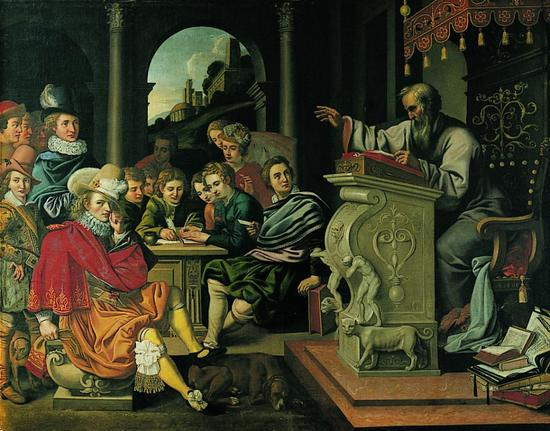
Scenă prezentând o clasă de retorică, secolul XVII

Pedagogia juridică reprezintă o știință auxiliară a dreptului ce se ocupă cu instruirea academică în materie juridică. 